# Avon Circuit Championships 1981 - Doppio
Il doppio del torneo di tennis Avon Circuit Championships 1981, facente parte del WTA Tour 1981, ha avuto come vincitrici Martina Navrátilová e Pam Shriver che hanno battuto in finale Barbara Potter e Sharon Walsh con il punteggio di 6–0, 7–6(6).

## Tabellone

### Legenda
| - Q = Qualificato - WC = Wild card - LL = Lucky loser | - ALT = Alternate - SE = Special Exempt - PR = Protected Ranking | - w/o = Walkover - r = Ritirato - d = Squalificato |

|  | Primo turno                     | Primo turno                     | Primo turno                     | Primo turno | Primo turno |  |  | Finale                          | Finale                          | Finale                          | Finale | Finale |  |
|  |                                 |                                 |                                 |             |             |  |  |                                 |                                 |                                 |        |        |  |
|  | Martina Navrátilová Pam Shriver | Martina Navrátilová Pam Shriver | Martina Navrátilová Pam Shriver | 6           | 6           |  |  |                                 |                                 |                                 |        |        |  |
|  | Sue Barker Ann Kiyomura         | Sue Barker Ann Kiyomura         | Sue Barker Ann Kiyomura         | 1           | 4           |  |  | Martina Navrátilová Pam Shriver | Martina Navrátilová Pam Shriver | Martina Navrátilová Pam Shriver | 6      | 7      |  |
|  | Barbara Potter Sharon Walsh     | Barbara Potter Sharon Walsh     | 7                               | 4           | 6           |  |  | Barbara Potter Sharon Walsh     | Barbara Potter Sharon Walsh     | Barbara Potter Sharon Walsh     | 0      | 6      |  |
|  | Rosie Casals Wendy Turnbull     | Rosie Casals Wendy Turnbull     | 6                               | 6           | 3           |  |  |                                 |                                 |                                 |        |        |  |